# World Solar Challenge 2015
De Bridgestone World Solar Challenge 2015 was de dertiende editie van de World Solar Challenge (WSC), een race voor zonnewagens die tweejaarlijks in Australië wordt gehouden. De Bridgestone World Solar Challenge 2015 startte op zondag 18 oktober in Darwin, Noordelijk Territorium. De eerste 7 teams (Challenger klasse) zijn gefinisht op donderdag 22 oktober in Adelaide. De tocht van 3022 kilometer lang ging grotendeels over de Stuart Highway door de Simpsonwoestijn. Winnaar werd voor de zesde keer het team uit Delft met de Nuna 8.

## Raceklassen
De Bridgestone World Solar Challenge 2015 bestond uit 3 klassen: de "Challenger"-klasse, de "Cruiser"-klasse, en de "Adventure"-klasse. In de "Challenger"-klasse wordt alleen op zonne-energie gereden, afgezien van de ongeveer 5 kWh die de volgeladen accu aan het begin van de race heeft, terwijl er met bijna lege accu in Adelaide wordt geëindigd. Deze wagens moeten aan strenge regels voldoen en hebben alleen een coureur. De race wordt telkens om 8:00 uur begonnen en om 17:00 uur stilgelegd, vastgesteld door een meerijdende controleur. De tijd dat er na 17:00 uur wordt doorgereden om een goede nachtkampplek te vinden, wordt bij de start de volgende ochtend gecompenseerd.
In de "Cruiser"-klasse werd ook met auto's met zonnecellen gereden, maar er was halverwege de race in Alice Springs de mogelijkheid om de accu's weer op te laden. De wagens hebben naast de bestuurder nog minimaal één extra passagier en worden beoordeeld op onder andere comfort.
In de "Adventure"-klasse rijden onder andere zonnewagens die niet aan de eisen voor de "Challenger" voldoen, bijvoorbeeld oudere zonnewagens uit vorige jaren met drie wielen, maar die wel veilig bevonden worden.

## Deelnemers
De onderstaande teams hebben deelgenomen aan de Bridgestone World Solar Challenge 2015.
Er waren 30 teams voor de Challenger klasse, 12 teams voor de Cruiser klasse en 4 in de Adventure klasse, afkomstig uit 25 verschillende landen.
| Deelnemer                                                         | Wagen naam            | Universiteit                                 | Land                         | Klasse     |
| ----------------------------------------------------------------- | --------------------- | -------------------------------------------- | ---------------------------- | ---------- |
| Punch powertrain Solar Team                                       | Punch One             | KU Leuven                                    | België                       | Challenger |
| Nuon Solar Team                                                   | Nuna 8                | TU Delft/Stichting Zenith Innovations        | Nederland                    | Challenger |
| Solar Team Twente                                                 | Red One               | Universiteit Twente, Hogeschool Saxion       | Nederland                    | Challenger |
| Solar Team Eindhoven                                              | Stella Lux            | TU Eindhoven                                 | Nederland                    | Cruiser    |
| Clenergy Team Arrow                                               | Arrow1                | Team Arrow Racing Association Inc.           | Australië                    | Challenger |
| Western Sydney University Solar Car Project                       | Unlimited             | Universiteit van Westelijk Sydney            | Australië                    | Challenger |
| Adelaide University Solar Racing Team                             | Lumen                 | Adelaide University                          | Australië                    | Challenger |
| Blue Sky Solar Racing                                             | Horizon               | Universiteit van Toronto                     | Canada                       | Challenger |
| Antakari                                                          | Intikallpa IV         | Universiteit La Serenay Minera Les Pelambres | Chili                        | Challenger |
| Sun Shuttle                                                       | Sun Shuttle           | Technische Universiteit Beijing              | China                        | Challenger |
| EAFIT -EPM Solar Car Team                                         | Primavera             | Universiteit EAFIT                           | Colombia                     | Challenger |
| GAMF Hungary                                                      | MegaLux               | Kecskemét College Faculteit van GAMF         | Hongarije                    | Challenger |
| RVCE Solar Car Team                                               | Soleblaze             | R.V. College of Engineering                  | India                        | Challenger |
| Tokai University                                                  | Tokai Challenger      | Tokai-universiteit                           | Japan                        | Challenger |
| K.I.T. Yumekobo Solar Car Project                                 | Golden Eagle 5.1      | Kanazawa Institute of Technology             | Japan                        | Challenger |
| NIT Solar Car Racing Club                                         | Horizon Z             | Nagoya Institute of Technology               | Japan                        | Challenger |
| Goko High School                                                  | Musoushin             | Goko High School                             | Japan                        | Challenger |
| Eco Photon                                                        | Stingray              | MARA University of Technology                | Maleisië                     | Challenger |
| Siam Tech 1                                                       | STC-1                 | Siam Technology College                      | Thailand                     | Challenger |
| Team Solaris                                                      | DesTech Solaris       | Dokuz Eylül University                       | Turkije                      | Challenger |
| Anadolu Solar Team                                                | Sunatolia 2           | Anadolu University                           | Turkije                      | Challenger |
| Cambridge University Eco Racing                                   | Evolution             | Universiteit van Cambridge                   | Verenigd Koninkrijk          | Challenger |
| Durham University Electric Motorsport                             | DUSC2015              | Durham University                            | Verenigd Koninkrijk          | Challenger |
| Massachusetts Institute of Technology Solar Electric Vehicle Team | Arcturus              | Massachusetts Institute of Technology        | Verenigde Staten             | Challenger |
| Stanford Solar Car Project                                        | Arctan                | Stanford-universiteit                        | Verenigde Staten             | Challenger |
| University of Michigan Solar Car Team                             | Aurum                 | Universiteit van Michigan                    | Verenigde Staten             | Challenger |
| Principia Solar Car Team                                          | Ra 9                  | Principia College                            | Verenigde Staten             | Challenger |
| Team UKZN                                                         | Hulamin               | University of KwaZulu-Natal                  | Zuid-Afrika                  | Challenger |
| NWU Solar                                                         | Sirius X25            | North-West University                        | Zuid-Afrika                  | Challenger |
| Jusolarteam                                                       | Solbritt              | Jusolarteam                                  | Zweden                       | Challenger |
| Kookmin University Solar Car Team                                 | Baek-Ho               | Kookmin University                           | Zuid-Korea                   | Challenger |
| UNSW Solar Racing Team -SUNSWIFT                                  | eVe                   | Universiteit van New South Wales             | Australië                    | Cruiser    |
| Hochschule Bochum SolarCar Team                                   | Thyssenkrupp SunRiser | Universiteit Bochum                          | Duitsland                    | Cruiser    |
| IVE Solar Car Team                                                | Sophie V              | Hong Kong Institute of Vocational Education  | Hongkong                     | Cruiser    |
| ITS Solar Car Racing Team                                         | Widya Wahana V        | Institut Teknologi Sepuluh Nopember          | Indonesië                    | Cruiser    |
| University of Tehran Solar Car Team                               | Persian Gazelle (III) | Universiteit van Teheran                     | Iran                         | Cruiser    |
| Kogakuin University Solar Vehicle Project                         | OWL                   | Kogakuin University                          | Japan                        | Cruiser    |
| KGHM Lodz Solar Team                                              | Eagle One             | Tecnische Universiteit Lodz                  | Polen                        | Cruiser    |
| SunSPEC                                                           | SunSPEC4              | Singapore Polytechnic University             | Singapore                    | Cruiser    |
| ITU Solar Car Team                                                | Aruna                 | Technische Universiteit Istanboel            | Turkije                      | Cruiser    |
| University of Minnesota                                           | Eos                   | University of Minnesota                      | Verenigde Staten             | Cruiser    |
| TAFE SA Solar Spirit                                              | TAFE SA Solar Spirit  | TAFE Zuid-Australië                          | Australië                    | Adventure  |
| Houston Solar Race Team                                           | Sundancer             | Houston Solar Race Team                      | Verenigde Staten             | Adventure  |
| Liberty Solar Car Team                                            | Solis Bellator        | Liberty Christian School Solar Car Team      | Verenigde Staten             | Adventure  |
| PI Solar Car Team (withdrawn)                                     | YAS                   | The Petroleum Institute                      | Verenigde Arabische Emiraten | Adventure  |

## Uitslagen Challenger klasse
Tussenresultaten:

### Dag 1
Zondag 18 oktober 2015
| Plaats | Wagen            | Team                             | Land             | Afstand (km)  | Tijd ° |
| ------ | ---------------- | -------------------------------- | ---------------- | ------------- | ------ |
| 1      | Aurum            | Universityof Michigan Solar Team | Verenigde Staten | 632 Dunmarra  | 7:40   |
| 2      | Tokai Challenger | Tokai University                 | Japan            | 632           | 7:45   |
| 3      | Red One          | Solar Team Twente                | Nederland        | 632           | 7:46   |
| 4      | Nuna 8           | Nuon Solar Team                  | Nederland        | 632           | 7:47   |
| 5      | Punch One        | Punch Powertrain Solar Team      | België           | 632           | 7:59   |
| 6      | Megalux          | GAMF Hungary                     | Hongarije        | 632           | 8:20   |
| 7      | Arctan           | Stanford Solar Car Project       | Verenigde Staten | 322 Katherine | 4:10   |
| 8      | Arrow 1          | Clenergy TeamArrow               | Australië        | 322           | 4:15   |
| 9      | Horizon Z        | NIT Solar TeamArrow              | Japan            | 322           | 4:49   |
| 10     | Musoushin        | Goko High School                 | Japan            | 322           | 4:59   |

- is totale zonnetijd vanaf de start in uren:minuten (rijtijd is korter)

### Dag 2
Maandag 19 oktober 2015
| Plaats | Wagen            | Team                                        | Land             | Afstand (km)      | Tijd ° |
| ------ | ---------------- | ------------------------------------------- | ---------------- | ----------------- | ------ |
| 1      | Red One          | Solar Team Twente                           | Nederland        | 1210 Barrow Creek | 14:43  |
| 2      | Nuna 8           | Nuon Solar Team                             | Nederland        | 1210              | 14:48  |
| 3      | Aurum            | Universityof Michigan Solar Team            | Verenigde Staten | 1210              | 14:56  |
| 4      | Punch One        | Punch Powertrain Solar Team                 | België           | 1210              | 15:04  |
| 5      | Tokai Challenger | Tokai University                            | Japan            | 1012              | 15:08  |
| 6      | Arctan           | Stanford Solar Car Project                  | Verenigde Staten | 1012              | 16:16  |
| 7      | Megalux          | GAMF Hungary                                | Hongarije        | 1012              | 16:36  |
| 8      | Arrow 1          | Clenergy TeamArrow                          | Australië        | 1210              | 16:59  |
| 9      | Unlimited        | Western Sydney University Solar Car Project | Australië        | 987 Tennant Creek | 14:07  |
| 10     | Horizon          | Blue Sky Solar Racing                       | Canada           | 987               | 14:45  |

- is totale zonnetijd vanaf de start in uren:minuten (rijtijd is korter)

### Dag 3
Dinsdag 20 oktober 2015
| Plaats | Wagen            | Team                                        | Land             | Afstand (km)       | Tijd ° |
| ------ | ---------------- | ------------------------------------------- | ---------------- | ------------------ | ------ |
| 1      | Red One          | Solar Team Twente                           | Nederland        | 1766 Kulgera       | 21:45  |
| 2      | Nuna 8           | Nuon Solar Team                             | Nederland        | 1766               | 21:45  |
| 3      | Aurum            | Universityof Michigan Solar Team            | Verenigde Staten | 1766               | 21:56  |
| 4      | Punch One        | Punch Powertrain Solar Team                 | België           | 1210               | 22:06  |
| 5      | Tokai Challenger | Tokai University                            | Japan            | 1766               | 22:11  |
| 6      | Arctan           | Stanford Solar Car Project                  | Verenigde Staten | 1766               | 23:48  |
| 7      | Megalux          | GAMF Hungary                                | Hongarije        | 1766               | 23:57  |
| 8      | Arrow 1          | Clenergy TeamArrow                          | Australië        | 1766               | 25:04  |
| 9      | Unlimited        | Western Sydney University Solar Car Project | Australië        | 1766               | 26:13  |
| 10     | Horizon          | Blue Sky Solar Racing                       | Canada           | 1493 Alice Springs | 22:27  |

- is totale zonnetijd vanaf de start in uren:minuten (rijtijd is korter)

### Dag 4
Woensdag 21 oktober 2015
| Plaats | Wagen            | Team                                        | Land             | Afstand (km)      | Tijd ° |
| ------ | ---------------- | ------------------------------------------- | ---------------- | ----------------- | ------ |
| 1      | Nuna 8           | Nuon Solar Team                             | Nederland        | 2720 Port Augusta | 33:33  |
| 2      | Red One          | Solar Team Twente                           | Nederland        | 2720              | 33:35  |
| 3      | Aurum            | Universityof Michigan Solar Team            | Verenigde Staten | 2720              | 34:15  |
| 4      | Tokai Challenger | Tokai University                            | Japan            | 2720              | 34:46  |
| 5      | Punch One        | Punch Powertrain Solar Team                 | België           | 2720              | 35:26  |
| 6      | Arctan           | Stanford Solar Car Project                  | Verenigde Staten | 2432 Glendabo     | 33:03  |
| 7      | Megalux          | GAMF Hungary                                | Hongarije        | 2432              | 34:00  |
| 8      | Arrow 1          | Clenergy TeamArrow                          | Australië        | 2432              | 35:07  |
| 9      | Primavera        | EAFIT -EPM Solar Car Team                   | Colombia         | 2179 Coober Pedy  | 31:52  |
| 10     | Unlimited        | Western Sydney University Solar Car Project | Australië        | 2179              | 33:20  |

- is totale zonnetijd vanaf de start in uren:minuten (rijtijd is korter)

### Dag 5
Donderdag 22 oktober 2015
| Plaats | Wagen            | Team                                        | Land             | Afstand (km)      | Tijd ° | Snelheid°° |
| ------ | ---------------- | ------------------------------------------- | ---------------- | ----------------- | ------ | ---------- |
| 1      | Nuna 8           | Nuon Solar Team                             | Nederland        | 3022 Adelaide     | 37:56  | 91,75      |
| 2      | Red One          | Solar Team Twente                           | Nederland        | 3022              | 38:04  | 91,63      |
| 3      | Tokai Challenger | Tokai University                            | Japan            | 3022              | 38:50  | 89,41      |
| 4      | Aurum            | Universityof Michigan Solar Team            | Verenigde Staten | 3022              | 38:54  | 89,28      |
| 5      | Punch One        | Punch Powertrain Solar Team                 | België           | 3022              | 39:19  | 88,10      |
| 6      | Arctan           | Stanford Solar Car Project                  | Verenigde Staten | 3022              | 41:23  | 83,14      |
| 7      | Megalux          | GAMF Hungary                                | Hongarije        | 3022              | 43:04  | 79,70      |
| 8      | Arrow 1          | Clenergy Team Arrow                         | Australië        | 2720 Port Augusta | 38:24  | 76,71      |
| 9      | Primavera        | EAFIT -EPM Solar Car Team                   | Colombia         | 2720              | 40:36  | 73,29      |
| 10     | Unlimited        | Western Sydney University Solar Car Project | Australië        | 2720              | 42:22  | 72,21      |

° is totale zonnetijd vanaf de start in uren:minuten (rijtijd is korter)

°°is gemiddelde snelheid in km/h over hele traject.

## Uitslag Cruiser klasse
| Plaats | Wagen      | Team                            | Land             | Score° |
| ------ | ---------- | ------------------------------- | ---------------- | ------ |
| 1      | Stella Lux | Solar Team Eindhoven            | Nederland        | 97,27  |
| 2      | OWL        | Kogakuin University             | Japan            | 93,61  |
| 3      | Sun Riser  | HS Bochum SolarCar-Team         | Duitsland        | 82,91  |
| 4      | eVe        | UNSW Solar Racing Team SUNSWIFT | Australië        | 72,91  |
| 5      | EOS        | University of Minnesota         | Verenigde Staten | 68,21  |

° Score is de som van energie score + tijd score (telt voor bijna 70% mee) + personen*km score + Praktische bruikbaarheidsscore.
1987 ·
1990 ·
1993 ·
1996 ·
1999 ·
2001 ·
2003 ·
2005 ·
2007 · 
2009 ·
2011 ·
2013 ·
2015 ·
2017 ·
2019  ·
2023